# Jenő Szöllősi

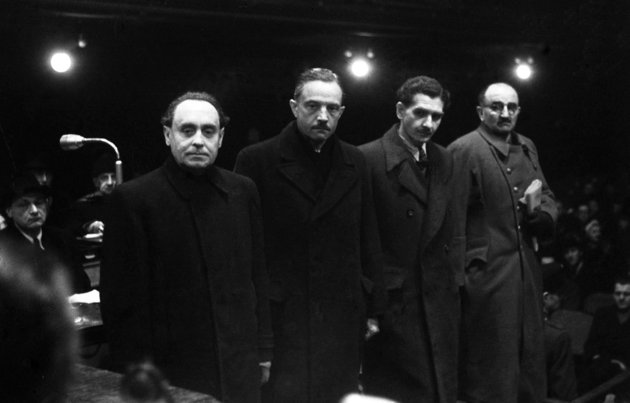
Ferenc Szálasi, Jenő Szöllősi, Gábor Kemény och Károly Beregfy inför rätta år 1946.

Jenő Szöllősi, född 18 januari 1893 i Antalfalva, död 19 mars 1946 i Budapest, var en ungersk politiker (Pilkorspartiet). Han var vice premiärminister i Ferenc Szálasis pilkorsregering 1944–1945. 

## Biografi
Jenő Szöllősi avlade 1913 examen i kemoteknik vid Karlsruhes universitet. Efter att ha deltagit i första världskriget avlade han 1920 apotekarexamen vid Budapests universitet. Han bosatte sig i Makó och blev 1922 ägare till ett apotek.
År 1939 blev Szöllősi ledamot av det ungerska parlamentet. I pilkorsledaren Ferenc Szálasis regering 1944–1945 ingick Szöllősi som vice premiärminister. Året därpå flydde Szöllősi till Tyskland och senare till USA, men blev i oktober 1945 utlämnad till Ungern. Tillsammans med Ferenc Szálasi, Károly Beregfy, Sándor Csia, József Gera, Gábor Kemény och Gábor Vajna ställdes Szöllősi i februari 1946 inför rätta för krigsförbrytelser och högförräderi. Szöllősi dömdes till döden och avrättades genom hängning.